# Dekanat skarszewski
Dekanat Skarszewy – jeden z 30 dekanatów w rzymskokatolickiej diecezji pelplińskiej.

## Parafie
W skład dekanatu wchodzi 12 parafii:
- parafia św. Andrzeja Apostoła – Garczyn
- parafia św. Jana Nepomucena – Godziszewo
- parafia Wniebowzięcia Najświętszej Maryi Panny – Krąg
- parafia Miłosierdzia Bożego – Liniewo
- parafia Matki Bożej Królowej Polski – Nowy Barkoczyn
- parafia Świętych Apostołów Piotra i Pawła – Pogódki
- parafia św. Maksymiliana Marii Kolbego – Skarszewy
- parafia św. Michała Archanioła – Skarszewy
- parafia św. Mikołaja – Stare Polaszki
- parafia św. Apostołów Szymona i Judy Tadeusza – Szczodrowo
- parafia Matki Bożej Nieustającej Pomocy – Turze
- parafia Wszystkich Świętych – Wysin

## Sąsiednie dekanaty
Kolbudy (archidiec. gdańska), Kościerzyna, Starogard Gdański, Tczew, Trąbki Wielkie (archidiec. gdańska), Zblewo